# Pontinia
Pontinia ist eine Gemeinde in der Provinz Latina in der italienischen Region Latium mit 15.080 Einwohnern (Stand 31. Dezember 2023). Sie liegt 79 Kilometer südöstlich von Rom.

## Geographie
Pontinia liegt in der Pontinischen Ebene an der Via Appia.

## Bevölkerung
| Jahr | Bevölkerung |
| ---- | ----------- |
| 1871 | 165         |
| 1901 | 225         |
| 1921 | 263         |
| 1951 | 8.614       |
| 1971 | 9.109       |
| 1991 | 12.203      |
| 2001 | 13.027      |

## Politik
Am 5. Juni 2016 wurde Carlo Medici (Lista Civica: Condividiamo Pontinia) zum Bürgermeister gewählt.

## Gemeindepartnerschaften
- Utena, Litauen
- Vittoria, Italien
- Goro, Italien